# Joseph Pare
Joseph Pare (nascido em 30 de dezembro de 1943) é um ex-ciclista de pista francês que representou França nos Jogos Olímpicos de Verão de 1964, realizados na cidade de Tóquio, Japão.